# Ligne de Juigné-sur-Sarthe à Sillé-le-Guillaume

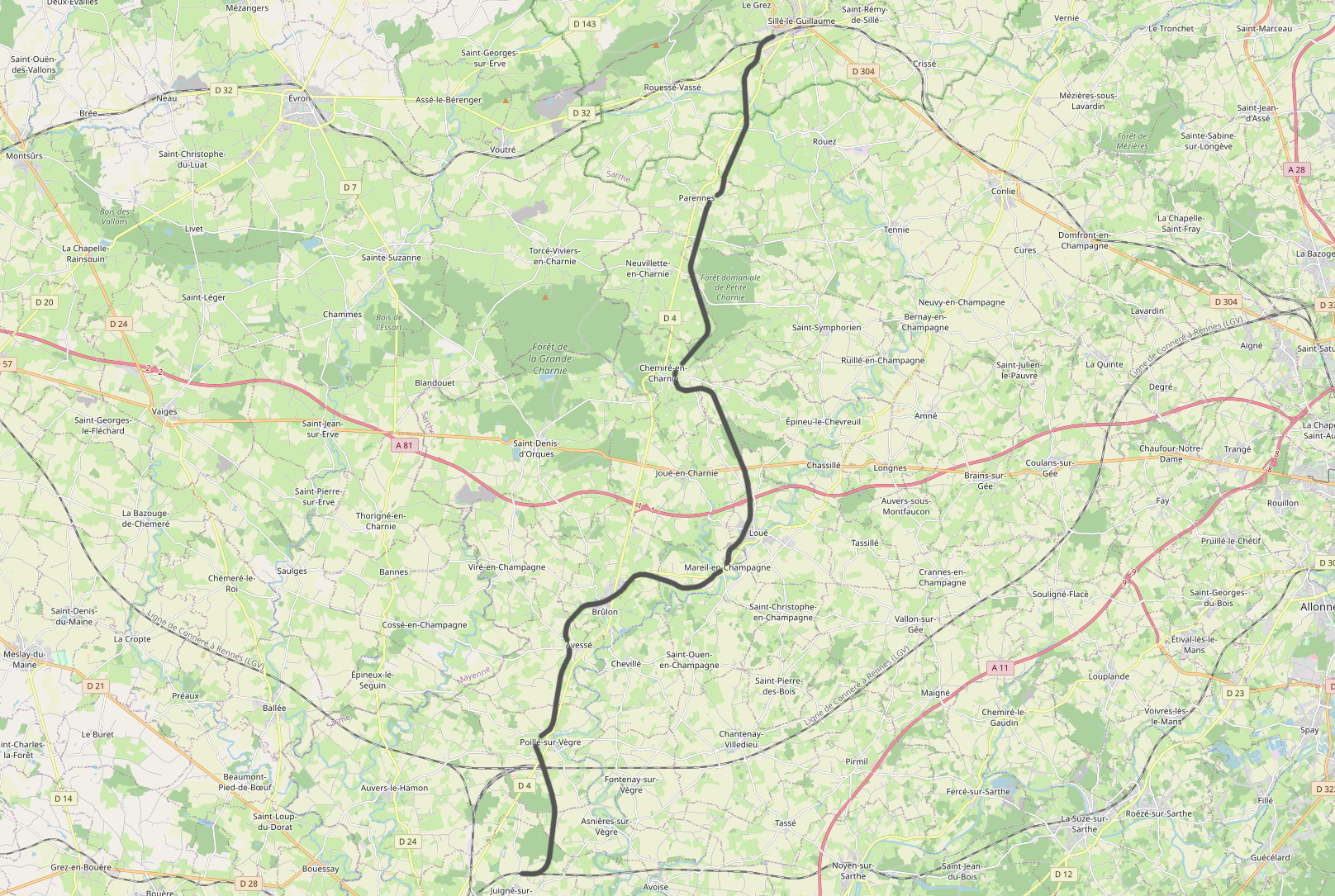
RFN 456 000 de Juigné-sur-Sarthe à Sillé-le-Guillaume

La ligne de Juigné-sur-Sarthe à Sillé-le-Guillaume est une ligne de chemin de fer régionale française à écartement standard et à voie unique du département de la Sarthe, en région Pays de la Loire, aujourd'hui fermée et déposée.
Elle constitue la ligne 456 000 du réseau ferré national.

## Histoire
La ligne est mise en service entre le 26 mai 1884 par la Compagnie des chemins de fer de l'Ouest.
La ligne est aujourd'hui fermée et déposée.